# クロエ・マーシャル

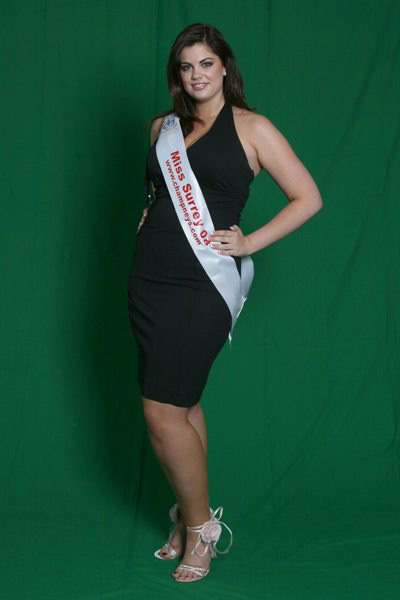
クロエ・マーシャル

クロエ・マーシャル（英語: Chloe Marshall、1991年3月27日 ‐ ）は、イングランドのサリー州、クランリー (Cranleigh) 出身のプラスサイズモデルである。彼女は177.8センチ、体重79.8キロでバストは96.5センチであり、服のサイズは16号、ボディマス指数は26.03で標準以上判定となっている。
2008年にモデル・プラスとの契約を結び、専属のモデルとなっており、モデル・プラスのスポークスマンのスティーヴ・ウォルターズは彼女を官能的と表現した。
2008年3月に開催されたミス・サリー州で7人の他の出場者を破って優勝、ミス・イングランドへの出場権を獲得した。2008年7月18日に出場したミス・イングランドではローラ・コールマンに次いだ2位となっている。イギリスの新聞紙、ザ・サンは彼女のミス・イングランドでの優勝を願い、痩せていて背の高い女性が美しいという固定観念を破ってほしいと述べていた。